# 地球をダメにする50のかんたんな方法
地球をダメにする50のかんたんな方法（ちきゅうをダメにする50のかんたんなほうほう）は、NHK「土曜ドラマ」で1992年10月17日に放送された、単発テレビドラマである。
エコロジー原理主義に巻き込まれてしまった平凡なサラリーマン夫婦を、コメディタッチで描いた作品である。

## キャスト

### 畑家
- 畑正男 - 竹中直人
- 畑良子（正男の妻） - 南果歩
- 栗林礼子（良子の妹） - 深津絵里
- 畑はな（正男の祖母） - 原ひさ子

### 正男の勤務先「レミコ」
- 平山課長 - ベンガル
- 社長 - 麿赤児
- 小俣 - 石井愃一
- 松原 - 田中慎一朗

### 畑家のご近所さん
- 山田 - 奥村公延
- 鈴木 - 中野英雄
- 佐々木 - 螢雪次朗
- 恵子 - 大島蓉子
- 夏子 - 中上ちか
- 杉原 - 沢井小次郎

- 秋山見学者 ほか

## スタッフ
- 原作・脚本 - こがねみどり
- 脚本 - 一色伸幸
- 音楽 - 篠原敬介
- 制作 - 金澤宏次
- 美術 - 佐々木和郎
- 技術 - 沖中正悦
- 音響効果 - 尾上政幸
- 記録・編集 - 塩井ヨシ子
- 撮影 - 横山義行
- 照明 - 大木豊男
- 音声 - 藤井芳保
- 映像技術 - 宮地明男
- 演出 - 片岡敬司